# Pachyneurella diversa
Pachyneurella diversa är en tvåvingeart som beskrevs av Borgmeier och Prado 1975. Pachyneurella diversa ingår i släktet Pachyneurella och familjen puckelflugor. Inga underarter finns listade i Catalogue of Life.